# Elecciones federales extraordinarias de 2025 en Chihuahua
Las elecciones federales extraordinarias en Chihuahua de 2025 se llevaron a cabo el domingo 1 de junio de 2025, y en ellas se renovaron los siguientes cargos de elección popular:
- 9 Ministros de la Suprema Corte de Justicia de la Nación electos por única ocasión, cuatro de ellos para un periodo de ocho años a iniciar el 1 de septiembre de 2025 para terminar el 31 de agosto de 2033, y los cinco restantes para un periodo de once años a concluir el 31 de agosto de 2036. [nota 1] Todos ellos, serán electos sin posibilidad de reelección.
- 5 Magistrados del Tribunal de Disciplina Judicial electos por única ocasión tres de ellos para un periodo de cinco años y los dos restantes para uno de ocho años, todos ellos sin posibilidad de reelección.
- 2 Magistrados de la Sala Superior del Tribunal Electoral del Poder Judicial de la Federación electos por única ocasión para un periodo de ocho años sin posibilidad de reelección.
- 3 Magistrados de la Primera Sala Regional del Tribunal Electoral del Poder Judicial de la Federación correspondientes a la Primera Circunscripción electoral, electos por única ocasión para un periodo de ocho años sin posibilidad de reelección.
- 12 Magistrados de Circuito correspondientes al XVII Circuito Judicial con sede en el estado de Chihuahua, electos por única ocasión para un periodo de ocho años con posibilidad de reelección.
- 13 Jueces de Distrito correspondientes al XVII Circuito Judicial con sede en el estado de Chihuahua, electos por única ocasión para un periodo de ocho años con posibilidad de reelección.

La elección se dio como resultado de la Reforma judicial mexicana de 2024 aprobada por el Congreso de la Unión en septiembre de 2024.

## Cargos a elegir

### Nivel federal
Los siguientes cargos fueron elegidos a nivel federal, con excepción de los magistrados de la Primera Sala Regional del Tribunal Electoral del Poder Judicial de la Federación que serían elegidos por la circunscripción electoral correspondiente, siendo en el caso de Chihuahua la primera circunscripción electoral con sede en Guadalajara, la cual corresponde también a los estados de Baja California, Baja California Sur, Durango, Jalisco, Nayarit, Sinaloa y Sonora.
| Cargo      | Tribunal                                                                 | Plazas | Periodo    |
| ---------- | ------------------------------------------------------------------------ | ------ | ---------- |
| Ministro   | Suprema Corte de Justicia de la Nación                                   | 5      | Once años  |
| Ministro   | Suprema Corte de Justicia de la Nación                                   | 4      | Ocho años  |
| Magistrado | Tribunal de Disciplina Judicial                                          | 3      | Cinco años |
| Magistrado | Tribunal de Disciplina Judicial                                          | 2      | Ocho años  |
| Magistrado | Sala Superior del Tribunal Electoral del Poder Judicial de la Federación | 2      | Ocho años  |
| Magistrado | Primera Sala del Tribunal Electoral del Poder Judicial de la Federación  | 3      | Ocho años  |

### Tribunales federales en el estado
Los siguientes cargos, fueron elegidos únicamente en el estado de Chihuahua, pues correspondían a los juzgadores federales radicados XVII Circuito Judicial, correspondiente a la totalidad del estado de Chihuahua, radicados en dos sedes, una en la ciudad de Chihuahua y otra en Ciudad Juárez.
|  |

| Cargo      | Tribunal                                                         | Materia                | Sede          | Periodo   |
| ---------- | ---------------------------------------------------------------- | ---------------------- | ------------- | --------- |
| Magistrado | Segundo Tribunal Colegiado en Materia Penal y Administrativa     | Penal y Administrativa | Chihuahua     | Ocho años |
| Magistrado | Primer Tribunal Colegiado en Materia Civil y de Trabajo          | Civil y de Trabajo     | Chihuahua     | Ocho años |
| Magistrado | Segundo Tribunal Colegiado en Materia Civil y de Trabajo         | Civil y de Trabajo     | Chihuahua     | Ocho años |
| Magistrado | Segundo Tribunal Colegiado en Materia Civil y de Trabajo         | Civil y de Trabajo     | Chihuahua     | Ocho años |
| Magistrado | Tercer Tribunal Colegiado en Materia Civil y de Trabajo          | Civil y de Trabajo     | Chihuahua     | Ocho años |
| Magistrado | Tribunal Colegiado de Apelación                                  | Mixto                  | Chihuahua     | Ocho años |
| Magistrado | Tribunal Colegiado de Apelación                                  | Mixto                  | Chihuahua     | Ocho años |
| Magistrado | Primer Tribunal Colegiado                                        | Mixto                  | Ciudad Juárez | Ocho años |
| Magistrado | Segundo Tribunal Colegiado                                       | Mixto                  | Ciudad Juárez | Ocho años |
| Magistrado | Tercer Tribunal Colegiado                                        | Mixto                  | Ciudad Juárez | Ocho años |
| Magistrado | Cuarto Tribunal Colegiado                                        | Mixto                  | Ciudad Juárez | Ocho años |
| Magistrado | Tribunal Colegiado de Apelación                                  | Mixto                  | Ciudad Juárez | Ocho años |
| Juez       | Juzgado de Distrito Especializado en el Sistema Penal Acusatorio | Penal                  | Chihuahua     | Ocho años |
| Juez       | Juzgado de Distrito Especializado en el Sistema Penal Acusatorio | Penal                  | Chihuahua     | Ocho años |
| Juez       | Segundo Tribunal Laboral Federal de Asuntos Individuales         | Laboral                | Chihuahua     | Ocho años |
| Juez       | Juzgado Segundo de Distrito                                      | Mixto                  | Chihuahua     | Ocho años |
| Juez       | Juzgado Octavo de Distrito                                       | Mixto                  | Chihuahua     | Ocho años |
| Juez       | Juzgado Decimoprimero de Distrito                                | Mixto                  | Chihuahua     | Ocho años |
| Juez       | Juzgado de Distrito Especializado en el Sistema Penal Acusatorio | Penal                  | Ciudad Juárez | Ocho años |
| Juez       | Juzgado de Distrito Especializado en el Sistema Penal Acusatorio | Penal                  | Ciudad Juárez | Ocho años |
| Juez       | Juzgado de Distrito Especializado en el Sistema Penal Acusatorio | Penal                  | Ciudad Juárez | Ocho años |
| Juez       | Juzgado de Distrito Especializado en el Sistema Penal Acusatorio | Penal                  | Ciudad Juárez | Ocho años |
| Juez       | Tercer Tribunal Laboral Federal de Asuntos Individuales          | Laboral                | Ciudad Juárez | Ocho años |
| Juez       | Juzgado Quinto de Distrito                                       | Mixto                  | Ciudad Juárez | Ocho años |
| Juez       | Juzgado Séptimo de Distrito                                      | Mixto                  | Ciudad Juárez | Ocho años |

## Distritos judiciales electorales
| Distrito | Distrito | Cabecera      | Municipios | Mapa |
| -------- | -------- | ------------- | ---------- | ---- |
|          | 1        | Ciudad Juárez | 25         |      |
|          | 2        | Chihuahua     | 42         |      |

Para esta elección, y con el fin de armonizar el marco geográfico utilizado por el Instituto Nacional Electoral y el usado por el Poder Judicial de la Federación, el Instituto Nacional Electoral, decidió crear los denominados distritos judiciales electorales, los cuales tomaron como referencia, los distritos electorales federales y los cargos a elegir por cada circuito judicial, resultando de tal manera que para el estado de Chihuahua se definieron dos distritos judiciales, divididos de la siguiente forma:
- Distrito judicial electoral 1 de Chihuahua: Correspondiente a los distritos electorales federales 1, 2, 3, 4 y 7, que abarcan los municipios de Ahumada, Ascensión, Bachíniva, Buenaventura, Casas Gandes, Cuauhtémoc, Cusihuiriachi, Galeana, Gómez Farías, Gran Morelos, Guadalupe, Guerrero, Ignacio Zaragoza, Janos, Juárez, Madera, Matachí, Moris, Namiquipa, Nuevo Casas Grandes, Ocampo, Práxedis G. Guerrero, Santa Isabel, Riva Palacio y Temósachic.
- Distrito judicial electoral 2 de Chihuahua: Correspondiente a los distritos electorales federales 5, 6, 8 y 9 que abarcan los municipios de Aldama, Allende, Aquiles Serdán, Balleza, Batopilas de Manuel Gómez Morín, Bocoyna, Camargo, Carichí, Chihuahua, Chínipas, Coronado, Coyame del Sotol, La Cruz, Delicias, Dr. Belisario Domínguez, Guachochi, Guadalupe y Calvo, Guazapares, Hidalgo del Parral, Huejotitán, Jiménez, Julimes, López, Maguarichi, Manuel Benavides, Matamoros, Meoqui, Morelos, Nonoava, Ojinaga, Rosales, Rosario, San Francisco de Borja, San Francisco de Conchos, San Francisco del Oro, Santa Bárbara, Satevó, Saucillo, El Tule, Urique, Uruachi y Valle de Zaragoza.

Cada distrito judicial, eligió a determinado número de magistrados y jueces de distrito, correspondiendo al Distrito 1, seis magistrados de circuito y siete jueces de distrito; y por su parte, al Distrito 2, seis magistrados de circuito y seis jueces de distrito.

## Resultados electorales

### Ministros de la SCJN
Las candidaturas que resultaron electas a nivel nacional fueron las de Hugo Aguilar Ortiz, Lenia Batres Guadarrama, Yasmín Esquivel Mossa, Loreta Ortiz Ahlf, Maria Estela Ríos González, Giovanni Azael Figueroa Mejía, Irving Espinosa Betanzo, Arístides Rodrigo Guerrero García y Sara Irene Herrerías Guerra. Hugo Aguilar Ortiz, al haber sido la candidatura que recibió la mayor cantidad de votación, será quien presida la Suprema Corte de Justicia de la Nación.
|  | 66.78 % |

|  | 14.39 % |

|  | 18.83 % |

|  | 100.00 % |

|  | 12.31 % |

#### Resultados para Ministras
- Simbología → 
  - PE: Postulado por el Poder Ejecutivo;
  - PL: Postulado por el Poder Legislativo;
  - PJ: Postulado por el Poder Judicial;
  - EF: En funciones (titular del cargo vigente).

|  |

|  | 1.72 % |

|  | 1.15 % |

|  | 2.95 % |

|  | 1.92 % |

|  | 1.39 % |

|  | 1.51 % |

|  | 1.06 % |

|  | 3.30 % |

|  | 1.35 % |

|  | 0.96 % |

|  | 0.82 % |

|  | 0.89 % |

|  | 0.82 % |

|  | 0.80 % |

|  | 0.74 % |

|  | 2.28 % |

|  | 0.79 % |

|  | 0.33 % |

|  | 1.44 % |

|  | 1.45 % |

|  | 0.31 % |

|  | 3.17 % |

|  | 0.35 % |

|  | 0.40 % |

|  | 0.47 % |

|  | 1.92 % |

|  | 0.33 % |

|  | 0.26 % |

|  | 0.38 % |

|  | 0.38 % |

|  | 1.39 % |

|  | 0.24 % |

|  | 0.52 % |

#### Resultados para Ministros
- Simbología → 
  - PE: Postulado por el Poder Ejecutivo;
  - PL: Postulado por el Poder Legislativo;
  - PJ: Postulado por el Poder Judicial;
  - EF: En funciones (titular del cargo vigente).

|  |

|  | 3.88 % |

|  | 0.73 % |

|  | 1.77 % |

|  | 0.70 % |

|  | 0.82 % |

|  | 0.60 % |

|  | 1.94 % |

|  | 1.60 % |

|  | 0.72 % |

|  | 1.91 % |

|  | 0.62 % |

|  | 0.61 % |

|  | 0.60 % |

|  | 0.52 % |

|  | 2.34 % |

|  | 1.63 % |

|  | 0.54 % |

|  | 0.84 % |

|  | 0.46 % |

|  | 0.37 % |

|  | 0.34 % |

|  | 1.09 % |

|  | 0.31 % |

|  | 0.36 % |

|  | 0.50 % |

|  | 0.31 % |

|  | 0.46 % |

|  | 1.29 % |

|  | 0.31 % |

|  | 0.36 % |

|  | 0.43 % |

### Magistrados del Tribunal de Disciplina Judicial
|  | 67.20 % |

|  | 19.65 % |

|  | 13.15 % |

|  | 100.00 % |

|  | 12.32 % |

#### Resultados para magistradas
- Simbología → 
  - PE: Postulado por el Poder Ejecutivo;
  - PL: Postulado por el Poder Legislativo;
  - PJ: Postulado por el Poder Judicial;
  - EF: En funciones (titular del cargo vigente).

|  | 3.33 % |

|  | 5.68 % |

|  | 1.81 % |

|  | 3.50 % |

|  | 1.60 % |

|  | 2.86 % |

|  | 2.02 % |

|  | 1.42 % |

|  | 4.46 % |

|  | 1.64 % |

|  | 0.95 % |

|  | 0.85 % |

|  | 0.92 % |

|  | 1.12 % |

|  | 0.89 % |

|  | 0.80 % |

|  | 1.24 % |

|  | 1.76 % |

|  | 2.50 % |

|  | 1.40 % |

#### Resultados para magistrados
- Simbología → 
  - PE: Postulado por el Poder Ejecutivo;
  - PL: Postulado por el Poder Legislativo;
  - PJ: Postulado por el Poder Judicial;
  - EF: En funciones (titular del cargo vigente).

|  | 2.02 % |

|  | 1.34 % |

|  | 3.87 % |

|  | 1.00 % |

|  | 0.92 % |

|  | 1.46 % |

|  | 2.77 % |

|  | 1.33 % |

|  | 0.82 % |

|  | 2.73 % |

|  | 2.84 % |

|  | 0.72 % |

|  | 0.76 % |

|  | 0.64 % |

|  | 0.50 % |

|  | 0.55 % |

|  | 0.93 % |

|  | 1.27 % |

### Magistrados de la Sala Superior del TEPFJ
|  | 71.69 % |

|  | 18.37 % |

|  | 9.94 % |

|  | 100.00 % |

|  | 12.28 % |

#### Resultados para magistradas
- Simbología → 
  - PE: Postulado por el Poder Ejecutivo;
  - PL: Postulado por el Poder Legislativo;
  - PJ: Postulado por el Poder Judicial;
  - EF: En funciones (titular del cargo vigente).

|  |

|  | 6.82 % |

|  | 5.41 % |

|  | 4.90 % |

|  | 4.34 % |

|  | 2.77 % |

|  | 12.30 % |

#### Resultados para magistrados
- Simbología → 
  - PE: Postulado por el Poder Ejecutivo;
  - PL: Postulado por el Poder Legislativo;
  - PJ: Postulado por el Poder Judicial;
  - EF: En funciones (titular del cargo vigente).

|  |

|  | 9.64 % |

|  | 2.33 % |

|  | 2.66 % |

|  | 2.68 % |

|  | 6.55 % |

|  | 3.23 % |

|  | 2.54 % |

|  | 1.68 % |

|  | 3.83 % |

### Magistrados de la Primera Sala Regional del TEPJF
|  | 68.83 % |

|  | 19.78 % |

|  | 11.39 % |

|  | 100.00 % |

|  | 12.36 % |

#### Resultados para magistradas
- Simbología → 
  - PE: Postulado por el Poder Ejecutivo;
  - PL: Postulado por el Poder Legislativo;
  - PJ: Postulado por el Poder Judicial;
  - EF: En funciones (titular del cargo vigente).

|  |

|  | 6.86 % |

|  | 6.62 % |

|  | 4.39 % |

|  | 2.98 % |

|  | 7.51 % |

|  | 3.73 % |

|  | 7.76 % |

|  | 3.11 % |

|  | 3.10 % |

#### Resultados para magistrados
- Simbología → 
  - PE: Postulado por el Poder Ejecutivo;
  - PL: Postulado por el Poder Legislativo;
  - PJ: Postulado por el Poder Judicial;
  - EF: En funciones (titular del cargo vigente).

|  |

|  | 2.82 % |

|  | 2.76 % |

|  | 2.37 % |

|  | 7.78 % |

|  | 1.94 % |

|  | 1.78 % |

|  | 1.29 % |

|  | 2.05 % |

### Magistraturas de Circuito
Resumen de la votación a nivel estatal
|  | 62.15 % |

|  | 22.48 % |

|  | 15.37 % |

|  | 100.00 % |

|  | 12.34 % |

#### Distrito judicial 1: Ciudad Juárez
|  | 68.20 % |

|  | 17.87 % |

|  | 13.93 % |

|  | 100.00 % |

|  | 10.27 % |

##### Resultados para magistradas
- Simbología → 
  - PE: Postulado por el Poder Ejecutivo;
  - PL: Postulado por el Poder Legislativo;
  - PJ: Postulado por el Poder Judicial;
  - EF: En funciones (titular del cargo vigente).

|  |

|  | 7.45 % |

|  | 5.32 % |

|  | 4.11 % |

|  | 9.51 % |

|  | 7.95 % |

##### Resultados para magistrados
- Simbología → 
  - PE: Postulado por el Poder Ejecutivo;
  - PL: Postulado por el Poder Legislativo;
  - PJ: Postulado por el Poder Judicial;
  - EF: En funciones (titular del cargo vigente).

|  |

|  | 4.43 % |

|  | 2.82 % |

|  | 3.27 % |

|  | 2.84 % |

|  | 2.79 % |

|  | 2.52 % |

|  | 2.05 % |

|  | 2.01 % |

|  | 1.57 % |

|  | 1.32 % |

|  | 4.15 % |

|  | 4.12 % |

#### Distrito judicial 2: Chihuahua
|  | 57.14 % |

|  | 26.29 % |

|  | 16.57 % |

|  | 100.00 % |

|  | 14.81 % |

##### Resultados para magistradas
- Simbología → 
  - PE: Postulado por el Poder Ejecutivo;
  - PL: Postulado por el Poder Legislativo;
  - PJ: Postulado por el Poder Judicial;
  - EF: En funciones (titular del cargo vigente).

|  |

|  | 4.71 % |

|  | 3.79 % |

|  | 2.57 % |

|  | 1.82 % |

|  | 4.94 % |

|  | 4.59 % |

|  | 4.03 % |

|  | 3.01 % |

##### Resultados para magistrados
- Simbología → 
  - PE: Postulado por el Poder Ejecutivo;
  - PL: Postulado por el Poder Legislativo;
  - PJ: Postulado por el Poder Judicial;
  - EF: En funciones (titular del cargo vigente).

|  |

|  | 7.06 % |

|  | 4.28 % |

|  | 3.97 % |

|  | 3.80 % |

|  | 3.01 % |

|  | 2.88 % |

|  | 2.69 % |

### Jueces de Distrito
Resumen de la votación a nivel estatal
|  | 62.48 % |

|  | 21.54 % |

|  | 15.98 % |

|  | 100.00 % |

|  | 12.40 % |

#### Distrito judicial 1: Ciudad Juárez
|  | 67.38 % |

|  | 17.55 % |

|  | 15.07 % |

|  | 100.00 % |

|  | 10.30 % |

##### Resultados para juezas
- Simbología → 
  - PE: Postulado por el Poder Ejecutivo;
  - PL: Postulado por el Poder Legislativo;
  - PJ: Postulado por el Poder Judicial;
  - EF: En funciones (titular del cargo vigente).

|  |

|  | 4.56 % |

|  | 3.39 % |

|  | 5.47 % |

|  | 5.24 % |

|  | 4.67 % |

|  | 5.39 % |

|  | 5.19 % |

|  | 5.12 % |

|  | 2.90 % |

##### Resultados para jueces
- Simbología → 
  - PE: Postulado por el Poder Ejecutivo;
  - PL: Postulado por el Poder Legislativo;
  - PJ: Postulado por el Poder Judicial;
  - EF: En funciones (titular del cargo vigente).

|  |

|  | 3.22 % |

|  | 2.27 % |

|  | 1.64 % |

|  | 1.49 % |

|  | 1.48 % |

|  | 1.48 % |

|  | 1.47 % |

|  | 1.43 % |

|  | 1.32 % |

|  | 0.91 % |

|  | 3.08 % |

|  | 1.79 % |

|  | 1.64 % |

|  | 1.15 % |

|  | 1.09 % |

#### Distrito judicial 2: Chihuahua
|  | 57.87 % |

|  | 25.28 % |

|  | 16.84 % |

|  | 100.00 % |

|  | 14.91 % |

##### Resultados para juezas
- Simbología → 
  - PE: Postulado por el Poder Ejecutivo;
  - PL: Postulado por el Poder Legislativo;
  - PJ: Postulado por el Poder Judicial;
  - EF: En funciones (titular del cargo vigente).

|  |

|  | 3.77 % |

|  | 3.55 % |

|  | 2.40 % |

|  | 4.35 % |

|  | 2.40 % |

|  | 2.39 % |

|  | 4.14 % |

|  | 4.13 % |

|  | 3.80 % |

|  | 3.02 % |

##### Resultados para jueces
- Simbología → 
  - PE: Postulado por el Poder Ejecutivo;
  - PL: Postulado por el Poder Legislativo;
  - PJ: Postulado por el Poder Judicial;
  - EF: En funciones (titular del cargo vigente).

|  |

|  | 4.81 % |

|  | 4.23 % |

|  | 1.91 % |

|  | 1.37 % |

|  | 1.31 % |

|  | 1.11 % |

|  | 2.81 % |

|  | 1.95 % |

|  | 1.41 % |

|  | 1.20 % |

|  | 0.96 % |

|  | 0.88 % |